# Chronologie de Brest
Cette chronologie de Brest liste les principaux événements historiques de la ville de Brest, située en France, dans le département du Finistère, en région Bretagne.

## Antiquité romaine
- 250-350 : construction du Castellum de Brest, camp romain constituant la première citadelle de Brest.
- 410-420 : fin de l’occupation romaine.

## Moyen Âge
- 1240 : le duc Jean Ier le Roux achète le château, le village et le port de Brest au comte de Léon Hervé III, ruiné.
- 1341 : Jean de Montfort s’empare du château et entoure le bourg d’un rempart.
- 1386-1387 : Jean IV de Bretagne assiège vainement, à deux reprises, Brest tenu par les Anglais.
- 1397 : remise de Brest par Richard II d'Angleterre à Jean IV de Bretagne contre une grosse indemnité.
- 1505 : visite de la duchesse-reine Anne.
- 1512 (10 août) : combat de La Cordelière.

## Renaissance
- 1592 les ligueurs font le siège du château pendant cinq mois. René de Rieux, gouverneur de Brest, défait les assiégeants.
- 1593 (31 décembre) : Henri IV accorde le droit de bourgeoisie aux habitants de Brest, qui compte 1 500 habitants, et leur permet d’élire un maire et deux échevins.

## XVIIesiècle
- 1629 : Richelieu envoie d’Infreville[2] à Brest en tournée d’inspection.
- 1631 : Richelieu crée la Flotte du Ponant et le Port en Penfell. Naissance de l’arsenal, début du développement portuaire et militaire de Brest, qui conduira à la fortification du site.
- 1681 : Louis XIV réunit le bourg de Sainte Catherine (Recouvrance) à Brest, aux dépens de Saint-Pierre-Quilbignon.
- 1683 : Vauban dresse un plan des fortifications à entreprendre.
- 16?? : extension du territoire de la ville jusqu’aux fortifications aux dépens de Lambézellec.
- 1686 (18 juin) : arrivée des ambassadeurs de Siam qui passent par la rue Saint-Pierre, future rue de Siam.
- 1694 : premier plan d’aménagement de Brest par Vauban.

## XVIIIesiècle
- 1702 : bénédiction de l’église Saint-Louis.
- 1746-1784 : grands travaux de l’ingénieur de la Marine, Antoine Choquet de Lindu qui marquera la ville.
- 1750-1751 : construction du bagne de Brest
- 1752 (janvier) : constitution de l’Académie de Marine.
- 1778 (juin) : combat de la Belle Poule.
- 1785 (août) : départ de Lapérouse et Fleuriot de Langle.
- 1789 (avril) : assemblée électorale de la sénéchaussée de Brest. Élection des députés brestois aux états généraux.
- 1793 : Début du blocus de la ville par les Anglais[3].
- 1800 (juillet) : nomination du premier préfet maritime, Caffarelli.

## XIXesiècle
- 1805 : Fin du blocus de la ville par les Anglais[3]
- 1826 : troubles contre les missionnaires.
- 1830 : création de l’École navale (sur l’Orion).
- 1852 (mars) : le principe de la transportation des forçats en Guyane est établi.
- 1856 (avril) : décret de création d’un pont sur la Penfell.
- 1858 (9-12 août) : séjour de l’empereur Napoléon III et de l’impératrice Eugénie. Inauguration du canal de Nantes à Brest.
- 1858 (1er septembre) : départ du dernier convoi de bagnards à destination de la Guyane. À la fin de l’année, il ne reste plus un forçat à Brest.
- 1858 : création de la Société académique de Brest.
- 1859 (août) : décret de création d'un port de commerce à Porstrein
- 1861 : Brest intègre 172 ha (« l’annexion ») de la commune de Lambézellec, de l’actuelle place de la Liberté à l’Octroi, pour s’étendre hors les murs et englober son nouveau port de commerce.
- 1861 (juin) : ouverture du pont à la circulation.
- 1861-1889 : le port de commerce quitte la Penfeld. Il devient, dans l’ancienne anse de Porstrein qui est comblée, le port Napoléon.
- 1865 (avril) : arrivée du chemin de fer et inauguration de la gare.
- 1891 : premier Paris-Brest-Paris.

## XXesiècle
- 1917 - 1918 : Brest, port de débarquement américain.
- 1920-1929 : la ville étouffe dans ses fortifications et se développe hors de ses murs. Le Plan d’aménagement, d’embellissement et d’extension de Brest étudié par l’architecte Georges Milineau tentera d’organiser ces évolutions.
- 1930 : inauguration du pont Albert-Louppe, dit « pont de Plougastel ».
- 1940 (19 juin) : entrée des troupes allemandes à Brest.
- 1940 (8 juillet) : premiers bombardements alliés de la ville.
- 1941 (22 mars) : arrivée des croiseurs allemands Scharnhorst, Gneisenau et Prinz Eugen.
- 1942 (11 février) : départ des croiseurs allemands.
- 1943 (28 janvier) : décret d’évacuation de la population non indispensable.
- 1943 : premières études d’un plan de reconstruction menées par Jean-Baptiste Mathon.
- 1943 (9 février) : avis d’évacuation obligatoire des « non indispensables », évacuation de la population scolaire.
- 1944 (13 et 14 août) : évacuation totale de la ville (ne restent qu’environ 2 000 personnes : défense passive) .
- 1944 (9 septembre) : explosion de l’abri Sadi-Carnot (373 civils et plusieurs centaines d’Allemands morts)
- 1944 (18 septembre) : reddition de la garnison allemande de la Place de Brest et libération de la ville au terme d’un siège qui la laissera en ruines.
- 1945 : création du grand Brest par agrégation des communes voisines : Lambézellec, Saint-Pierre-Quilbignon et Saint-Marc.
- 1947 (28 juillet) : explosion de l’Ocean Liberty, chargé en nitrate d’ammonium (plus qu’à AZF), il détruit en partie le quartier de Saint-Marc.
- 1946-1961 : reconstruction de la ville.
- 1950 (mars-avril) : grèves des ouvriers de la reconstruction et des dockers, qui se soldent le 17 avril à la mort d’un ouvrier.
- 1960 : création du Collège scientifique, future université de Bretagne occidentale.
- 1960 (7 septembre) : remise de la médaille de la Résistance à la ville par le général de Gaulle.
- 1964 : création de l’escadre de l'Atlantique.
- 1974 (1er janvier) : création de la Communauté Urbaine de Brest qui regroupe 8 communes.
- 1994 : inauguration du pont de l’Iroise (en présence d’Édouard Balladur)
- 2000 : création de l’Association des communautés du Pays de Brest.

## XXIesiècle
- 2004 : changement de nom de la communauté urbaine et naissance de Brest Métropole Océane.